# Aleksy Romanow (1654–1670)
Aleksy Aleksiejewicz Romanow (ros. Алексей Алексеевич; ur. 5 lutego?/15 lutego 1654, zm. 17 stycznia?/27 stycznia 1670) – carewicz rosyjski, następca tronu, czwarte dziecko, drugi syn cara Aleksego I Romanowa i Marii Miłosławskiej. 
Odebrał gruntowne wykształcenie, interesował się filozofią, językami obcymi, do nauki wykazywał wielkie zdolności. Pretendował do tronu polskiego po abdykacji Jana Kazimierza. Przybyłe polskie poselstwo 13-latek podjął przemową wygłoszoną częściowo w języku łacińskim, częściowo zaś w polskim.
Aleksy podobnie jak jego młodszy brat późniejszy car Fiodor III, był jednak słabego zdrowia. Zmarł niespodziewanie w wieku 16 lat. Nagły zgon carewicza sprzyjał pojawieniu się samozwańców. Stieńka Razin próbował wykorzystać tę sytuację i rozpuszczając pogłoski o rzekomej ucieczce carewicza do swego obozu, liczył na poparcie chłopstwa.